# Dolichopus nomadus
Dolichopus nomadus är en tvåvingeart som beskrevs av Harmston och Frank Hall Knowlton 1942. Dolichopus nomadus ingår i släktet Dolichopus och familjen styltflugor.
Artens utbredningsområde är Alberta. Inga underarter finns listade i Catalogue of Life.